# It's a Joke, Son!
It's a Joke, Son! est un film américain en noir et blanc réalisé par Benjamin Stoloff et sorti en 1947.

## Synopsis
Lorsque les Filles de Dixie nomment Magnolia Claghorn comme candidate au poste de sénatrice d'État, la machine politique locale dirigée par des nordistes craint que sa candidate ne soit défaite. Par l'intermédiaire du petit ami de la fille des Claghorns, Jeff, les membres de la machine concoctent un plan pour diriger le mari de Magnolia, Beauregard, afin de diviser le vote anti-femme. Cependant, lorsque Beauregard s'attire une grande popularité, ils doivent chercher à l'arrêter...

## Fiche technique
- Réalisation : Benjamin Stoloff

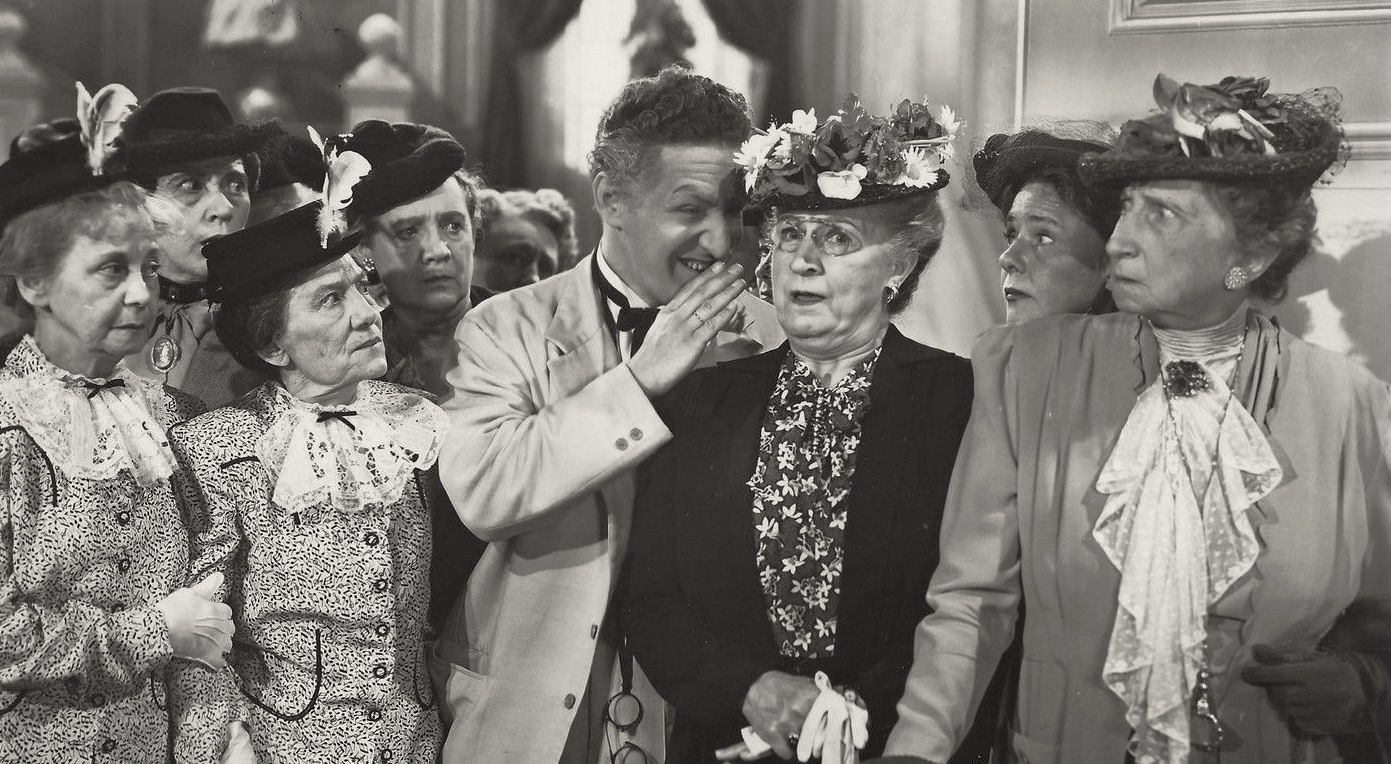
Scène du film It's a Joke, Son!, avec Ida Moore, Margaret McWade, Kenny Delmar, Sarah Edwards et Vera Lewis.

- Scénario :   Robert E. Kent, Paul Girard Smith
- Production : Bryan Foy Productions
- Photographie : Clyde De Vinna
- Montage : Norman Colbert
- Pays de production :  États-Unis
- Durée : 63 minutes
- Date de sortie : 
  - États-Unis : 15 janvier 1947

## Distribution
- Kenny Delmar : Senator Claghorn (en)
- Una Merkel : Mrs. Magnolia Claghorn
- June Lockhart : Mary Lou Claghorn
- Kenneth Farrell : Jefferson "Jeff" Davis
- Douglass Dumbrille : Big Dan Healey
- Jimmy Conlin : Senateur Alexander P. Leeds
- Matt Willis : Ace
- Ralph Sanford : Knifey
- Daisy : Daisy
- Vera Lewis : Hortense Dimwitty
- Margaret McWade : Jennifer Whipple
- Ida Moore : Matilda Whipple